# Lake Thomson (Neuseeland)
Der Lake Thomson ist ein See im Southland District der Region Southland auf der Südinsel von Neuseeland.

## Namensherkunft
Der See wurde angeblich nach William Thomson, einem Politiker aus Christchurch, benannt.

## Geographie
Der Lake Thomson befindet sich rund 1,75 km nordwestlich des Lake Hankinson, der wiederum lediglich rund 450 m nordnordwestlich des North West Arm des Lake Te Anau Anschluss an den großen See findet. Der der Form eines gebogenen Regentropfens gleichende See umfasst eine Fläche von rund 44,6 Hektar und misst in seiner Länge rund 1,8 km in Nord- über Süd- in Ost-Richtung. Die breiteste Stelle des Sees kommt auf rund 500 m und der Seeumfang auf rund 4,86 km.
Gespeist wird der Lake Thomson über den von Norden kommenden Wapiti River und den von Süden zulaufenden Barrier Stream, wogegen der Abfluss an der Ostseite des Sees über den Wapiti River in den Lake Hankinson erfolgt.